# Кордия
Ко́рдия (Cordia) — род растений семейства Кордиевые (Cordiaceae). Представители рода произрастают в тропиках и субтропиках Америки, Африки и Азии.

## Описание
Представители рода Кордия представляют собой полукустарники, кустарники или деревья. Переменностоящие, редко противостоящие листья на черенках опушены, как у большинства представителей семейства Бурачниковые. Края листьев ровные или зазубренные, редко дольчатые. Прилистники отсутствуют.
Многие растения рода используются в качестве декоративных из-за своих красивых душистых цветов.

## Распространение
Наибольшее количество видов рода растёт в Америке. Некоторые виды происходят из Африки и Азии. В Китае произрастает пять видов.

## Экология
Растения рода служат кормом личинкам некоторых видов бабочек, например Endoclita malabaricus.

## Использование
Фрукты некоторых тропических видов съедобны. В Индии плоды местных кордий едят свежими или варёными. Цирикоте (Cordia dodecandra) даёт твёрдую звонкую древесину, применяемую при изготовлении музыкальных инструментов.

## Таксономия
Название рода Cordia было выбрано в честь Эвриция и его сына Валерия Кордов, двух немецких медиков и ботаников XVI века.

### Синонимы
- Acnadena Raf.
- Ascania Crantz
- Auxemma Miers
- Bourgia Scop.
- Calyptracordia Britton
- Carpiphea Raf.
- Cerdana Ruiz & Pav.
- Cienkowskya Regel & Rach
- Coilanthera Raf.
- Collococcus P.Browne
- Cordiada Vell.
- Diacoria Endl.
- Ectemis Raf.
- Firensia Scop.
- Gerascanthus P.Browne
- Gynaion A.DC.
- Hemigymnia Griff.
- Hymenesthes Miers
- Lithocardium Kuntze
- Macielia Vandelli
- Macria Ten.
- Myxa (Endl.) Lindl.
- Novella Raf.
- Paradigma Miers
- Patagonula L.
- Physoclada (DC.) Lindl.
- Pilicordia (A.DC.) Lindl.
- Plethostephia Miers
- Quarena Raf.
- Rhabdocalyx (A.DC.) Lindl.
- Saccellium Humb. & Bonpl.
- Salimori Adans.
- Sebestena Boehm.
- Toquera Raf.

### Виды
Род Cordia насчитывает 405 видов, некоторые из них
| - Cordia africana Lam. (Syn.: Cordia abyssinica R.Br., Cordia holstii Gürke) - Cordia alliodora (Ruiz & Pav.) Oken (Syn.: Cerdana alliodora Ruiz & Pav.) - Cordia bellonis Urb. - Cordia blancoi S.Vidal - Cordia boissieri A.DC. - Cordia cochinchinensis Gagnepain - Cordia collococca L. (Syn.: Cordia glabra auct.) - Cordia curassavica (Jacq.) Roem. & Schult. (Syn.: Cordia verbenacea DC., Varronia curassavica Jacq.) - Cordia cymosa (Donn.Sm.) Standl. (Syn.: Cornutia cymosa Donn.Sm.) - Cordia decandra Hook. & Arn. - Cordia dentata Poir. (Syn.: Cordia alba auct., Varronia alba auct.) - Cordia dichotoma G.Forst. - Цирикоте (Cordia dodecandra A.DC, Syn.: Cordia angiocarpa A.Rich.) - Cordia ecalyculata Vell. (Syn.: Cordia salicifolia Cham.) - Cordia elaeagnoides DC. | - Cordia francisci Ten. - Cordia furcans I.M.Johnston - Cordia gerascanthus L. - Cordia globosa (Jacq.) Kunth (Syn.: Varronia globosa Jacq.) - Cordia goeldiana Huber - Cordia grandifolia DC. - Cordia kanehirai Hayata - Cordia laevigata Lam. (Syn.: Cordia nitida Vahl) - Cordia leucosebestena Griseb. - Cordia linnaei Stearn (Syn.: Cordia lineata Roem. & Schult., Lantana corymbosa L., Varronia lineata L.) - Cordia lutea Lam. - Cordia macleodii Hook. f. & Thomson - Cordia macrocephala (Desv.) Kunth (Syn.: Cordia polyantha Benth., Varronia macrocephala Desv.) - Cordia millenii Baker - Cordia myxa L. - Cordia nervosa Lam. - Cordia obliqua Willd. (Syn.: Cordia tremula Griseb.) - Cordia panamensis L.Riley | - Cordia parvifolia A.DC. (Syn.: Cordia greggii Torr.) - Cordia polycephala (Lam.) I.M.Johnst. (Syn.: Cordia corymbosa (Desv.) G.Don, Cordia monosperma (Jacq.) Roem. & Schult., Varronia corymbosa Desv., Varronia monosperma Jacq., Varronia polycephala Lam.) - Cordia rickseckeri Millsp. (Syn.: Cordia brachycalyx (Urb.) Urb., Cordia sebestena var. brachycalyx Urb., Sebesten brachycalyx (Urb.) Britton) - Cordia rupicola Urb. - Cordia schomburgkii A.DC. (Syn.: Cordia tobaguensis Urb., а также Cordia tobaguensis var. broadwayi Urb.) - Cordia sebestena L. - Cordia serratifolia Kunth - Cordia sinensis Lam. (Syn.: Cordia gharaf Ehrenb. ex Asch., Cordia rothii Roem. & Schult.) - Cordia suaveolens Blume - Cordia subcordata Lam. - Cordia sulcata DC. - Cordia superba Cham. - Cordia taguahyensis Vell. - Cordia tetrandra Aubl. |

Следующие виды, причисленные к роду, на самом деле принадлежат к другим родам:
- Cordia poeppigii DC.: сейчас Guettarda dependens (Ruiz & Pav.) Pers.
- Cordia retusa Vahl: сейчас Carmona retusa (Vahl) Masam.

## Галерея

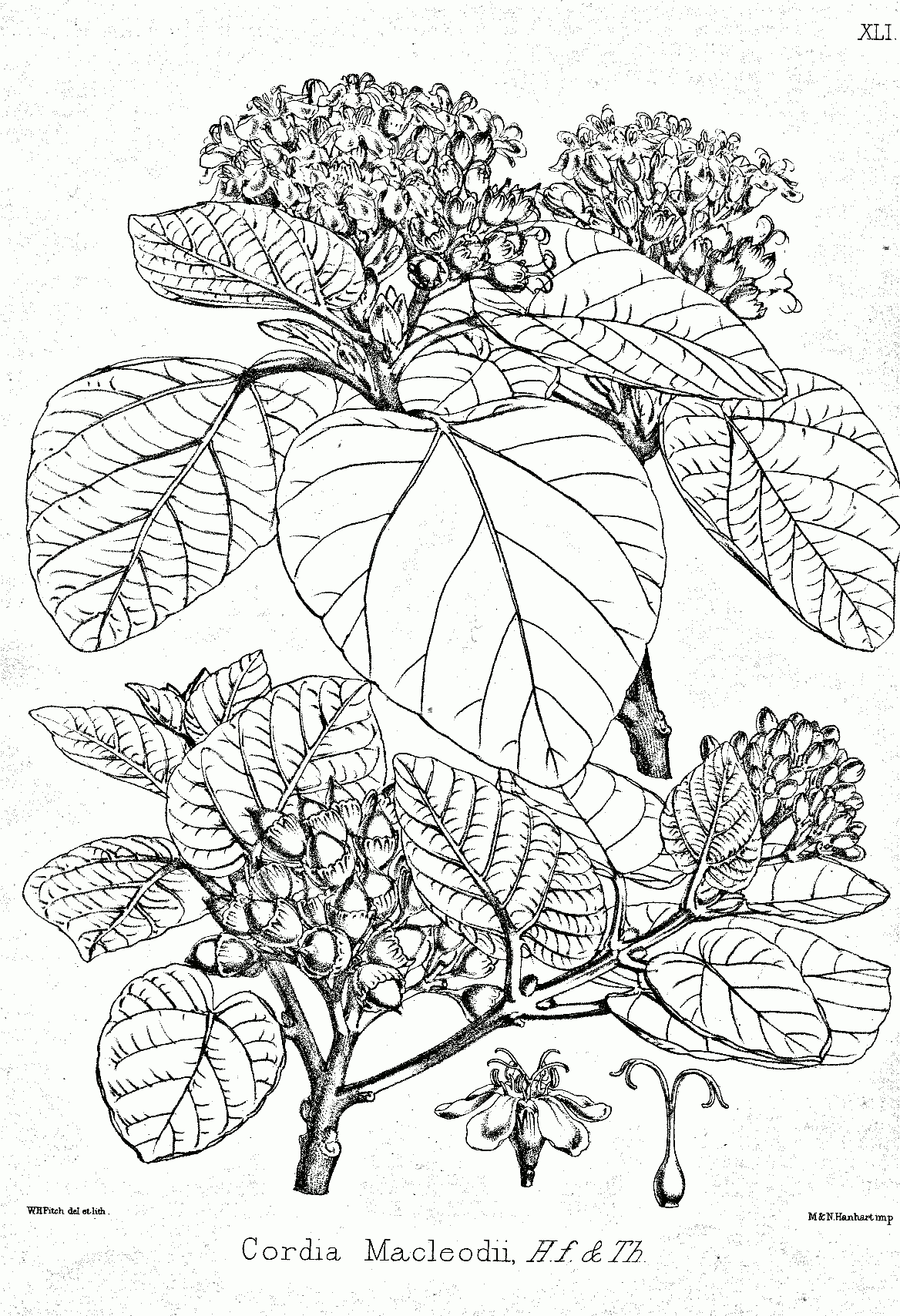
Cordia macleodii
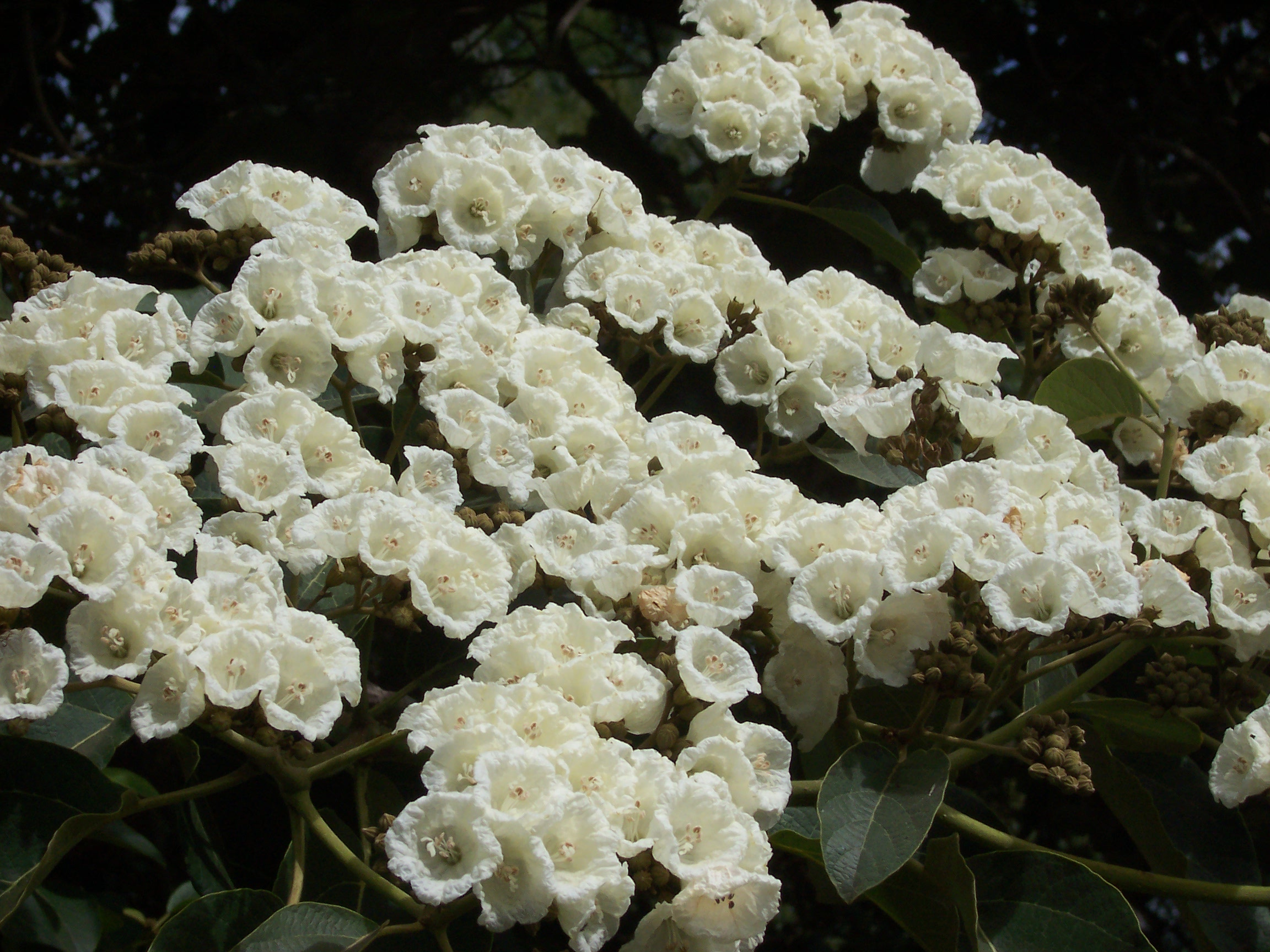
Cordia amplifolia
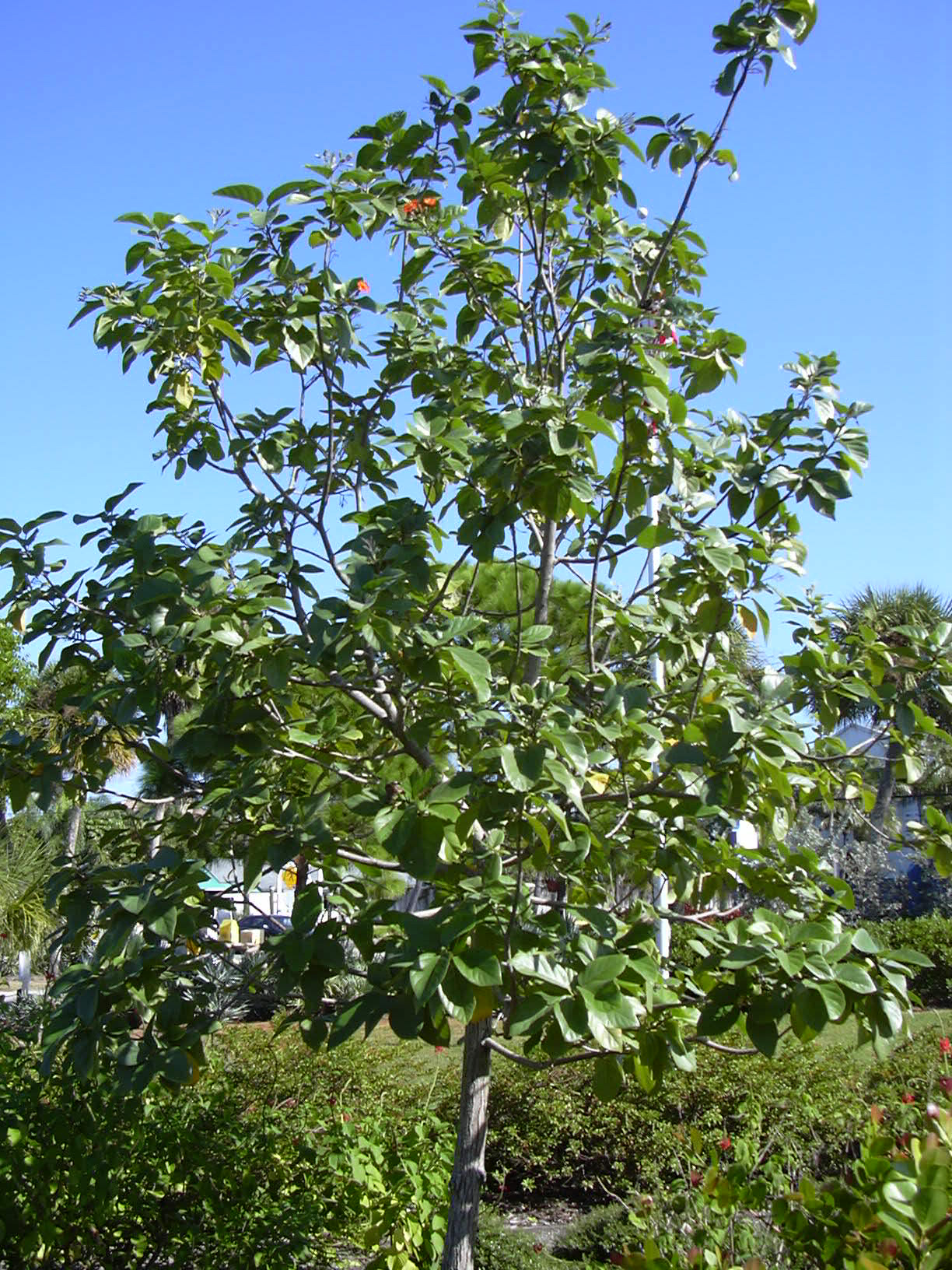
Cordia sebestena
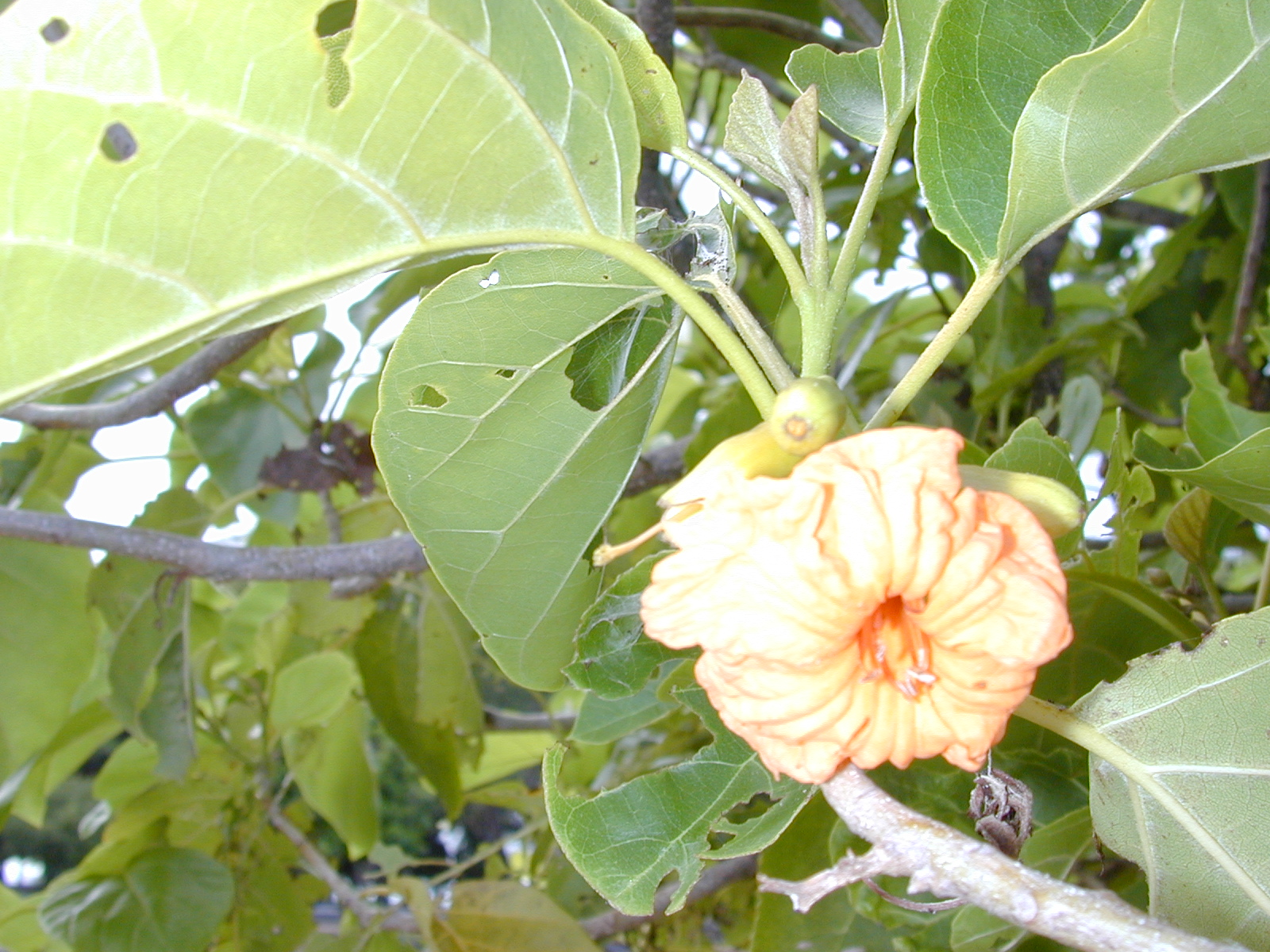
Cordia subcordata
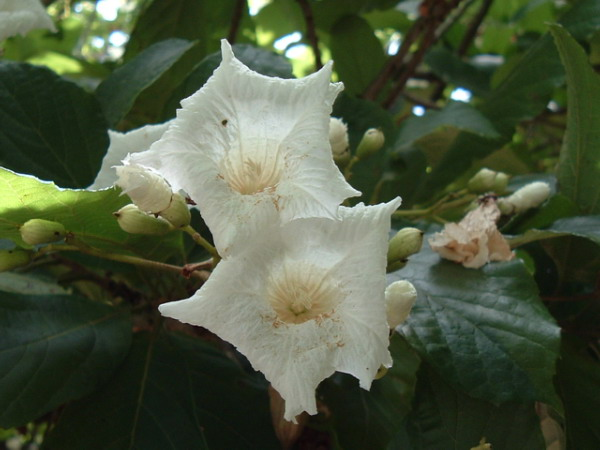
Cordia superba
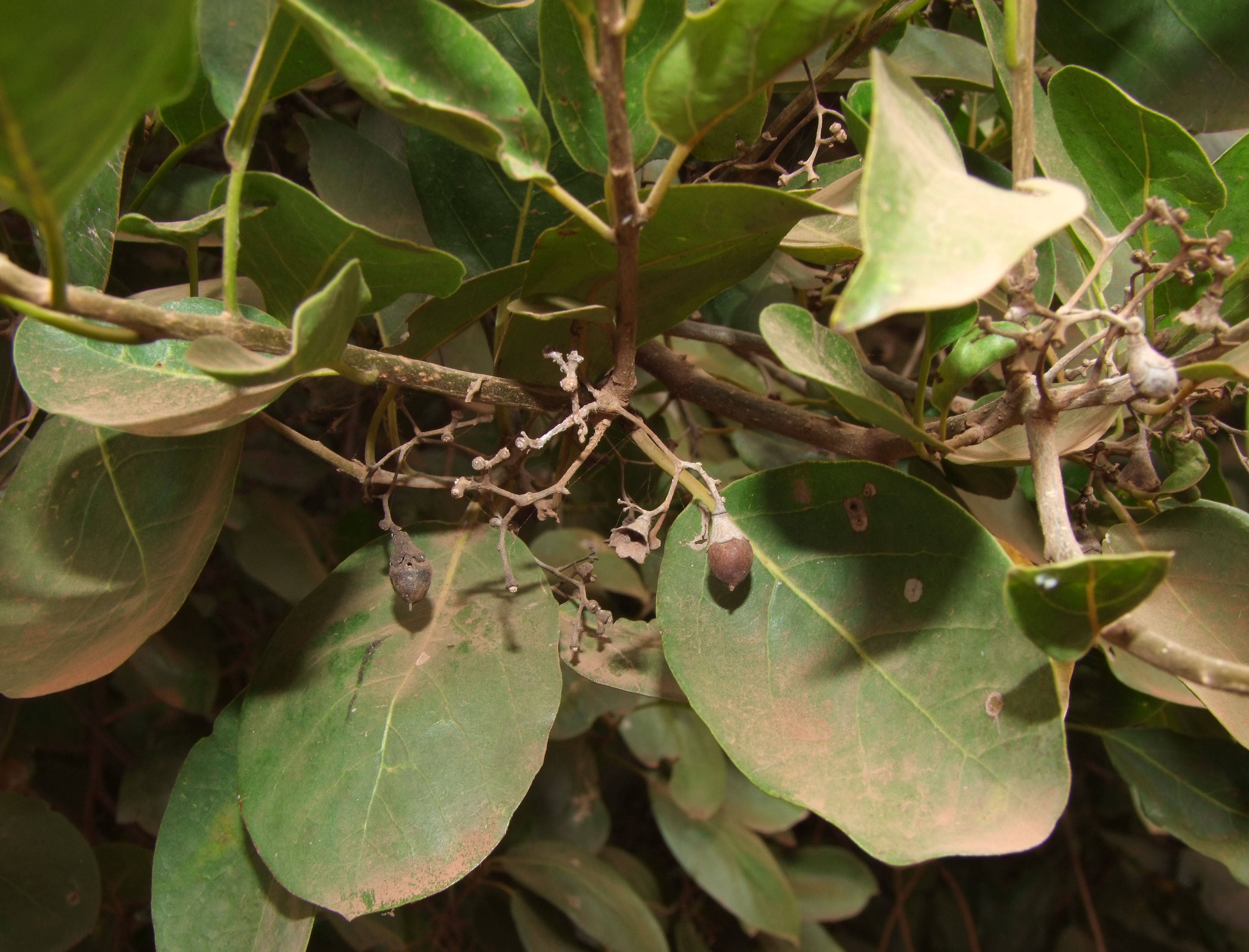
Cordia goetzei